# Odontophorus (botanique)
Genre
Classification phylogénétique
Odontophorus est un genre de plantes succulentes de la famille des Aizoaceae.
Odontophorus N.E.Br., in Gard. Chron., ser. 3, 81: 12 (1927)
Type : Odontophorus marlothii N.E.Br.

## Liste des espèces
- Odontophorus albus L.Bolus
- Odontophorus angustifolius L.Bolus
- Odontophorus herrei L.Bolus
- Odontophorus marlothii N.E.Br.
- Odontophorus nanus L.Bolus
- Odontophorus primulinus L.Bolus
- Odontophorus pusillus S.A.Hammer